# Acanthonus
Acanthonus is een monotypisch geslacht van straalvinnige vissen uit de familie van naaldvissen (Ophidiidae). Het geslacht is voor het eerst wetenschappelijk beschreven in 1878 door Günther.

## Soort
- Acanthonus armatus (Temminck & Schlegel, 1846)